# The Hidden Step
The Hidden Step – album studyjny zespołu Ozric Tentacles wydany w 2000 roku. Album nagrany w składzie:
- Ed Wynne - gitara, keyboardy
- Seaweed (Christoper Lenox-Smith) - keyboardy
- John Egan - flet, wokal
- Rad (Conrad Prince) - instrumenty perkusyjne, perkusja
- Zia Geelani - gitara basowa

## Lista utworów
| Nr | Tytuł             | Długość |
| -- | ----------------- | ------- |
| 1  | "Holohedron"      | 5:49    |
| 2  | "The Hidden Step" | 7:47    |
| 3  | "Ashlandi Bol"    | 6:04    |
| 4  | "AraManu"         | 5:59    |
| 5  | "Pixel Dream"     | 6:21    |
| 6  | "Tight Spin"      | 8:45    |
| 7  | "Ta Khut"         | 7:05    |